# KS Kuźnia Ustroń
Klub Sportowy Kuźnia Ustroń – polski klub sportowy powstały w 1922 w Ustroniu pod nazwą Towarzystwo Sportowe Ustronia.
W latach czterdziestych klub posiadał pięć sekcji: piłki nożnej, piłki siatkowej, tenisa ziemnego, tenisa stołowego i narciarskiej. W latach osiemdziesiątych organizacja posiadała trzy sekcje: piłki nożnej, judo i tenisa ziemnego. W latach dziewięćdziesiątych klub był jedno sekcyjny, posiadał drużyny piłki nożnej. Organizacja powiększyła się o sekcje: w 2002 skoku o tyczce, a w 2003 snowboardu i narciarską. W 2023 powstała sekcja szachowa.

## Informacje ogólne
- Pełna nazwa: Klub Sportowy Kuźnia Ustroń
- Zmiany nazw:
  - 1922 – TS Ustronja Ustroń
  - 1945 – FKS Ustroń
  - 1951 – ZS Stal Ustroń
  - 1957 – KS Kuźnia Ustroń
  - 2003 – KS Kuźnia-Inżbud Ustroń
  - 2007 – KS Kuźnia Ustroń
- Rok założenia: 1922
- Barwy: żółto-niebiesko-białe
- Adres: ul. Sportowa 5 43-450 Ustroń
- Stadion: Stadion KS Kuźnia ul. Sportowa 5 43-450 Ustroń
  - Pojemność: 1300 miejsc siedzących
    - w tym 480 miejsc zadaszonych

  - wymiary boiska: 105 × 65 m
  - oświetlenie: tak
- Prezes: Marek Matuszek
- Wiceprezesi: Mateusz Żebrowski (ds. Sportowych), Wojciech Panek  (ds. Finansowych)
- Szachy: Patryk Piec (Członek Zarządu ds. sekcji szachowej)
- Trener: Karol Sieński

## Sukcesy
- Zdobywca Pucharu Polski podokręgu: 2002/2003, 2008/2009[3], 2020/2021
- Mistrz ligi okręgowej (grupa: Bielsko-Biała) w sezonie 2016/2017

## Znani piłkarze
- Jan Gomola (1955-1964)
- Adrian Sikora
- Mieczysław Sikora
- Marek Matuszek